# Sybra luteicornis
Sybra luteicornis är en skalbaggsart som beskrevs av Francis Polkinghorne Pascoe 1865. Sybra luteicornis ingår i släktet Sybra och familjen långhorningar. Inga underarter finns listade i Catalogue of Life.